# Felsősztregova
Felsősztregova (szlovákul: Horná Strehová) község Szlovákiában, a Besztercebányai kerületben, a Nagykürtösi járásban.

## Fekvése
Nagykürtöstől 16 km-re északkeletre, a Tiszovnyik partján fekszik.

## Története
A község területén a korai bronzkorban a pilinyi kultúra települése állt.
Sztregovát 1269-ben "Sztorgoua" néven említik először. Neve a ma Tiszovnyiknak hívott patak nevéből származik (ősszláv: "stergti" = őriz). Felsősztregova első külön említése 1493-ból származik "Zthergowa" alakban. Kezdetben az Aba nemzetség birtokolta, majd 1327-től a Szécsényieké, később a divényi uradalomhoz tartozott. A 17. században a birtok megoszlott a divényi és a kékkői váruradalom között. A 18. században sörfőzde kezdte meg működését a községben. 1828-ban 36 háza volt 301 lakossal, akik főként mezőgazdasággal foglalkoztak.
Vályi András szerint "Felső Sztregova. Tót falu Nógrád Várm. földes Urai Gr. Balassa, és Gr. Zichy Uraságok, lakosai többnyire evangelikusok; fekszik Gátshoz 2, Losontzhoz 3 mértföldnyire. Néhai Szeverinyinek születése helye; határja középszerű, fája nints, réttyei jók, szőleji hasznosak, piatzok Losontzon."
Fényes Elek szerint "Alsó- és Felső-Sztregova, tót falu, Nógrád vármegyében, egy völgyben, Szakálhoz 1 1/4 órányira, 60 házzal, 414 evang., 76 kath., 4 ref., 3 zsidó lak., régi nagyszerű evang. s ujabb kath. templommal. Határa, beszámitva a kihasitott Dabrava pusztát is, 3007 hold, mellyből beltelek 127 h., szántóföld 1620 h., bikkes, tölgyes, cseres erdő 960 h., rét 300 hold. Ebből majorsági belsőség 80 h., szántóföld 727 h., rét 160 h., erdő 960 h., elárkosodott föld mint legelő 271 h., többi urbéri. Az erdő közös legelő. Földje agyagos, néhol köves, néhol vadvizes, hegyes és vizmosásos, legjobban termi a rozsot, zabot, burgonyát, veres lóherét; rétjei néhol háromszor kaszállhatók; a juhtenyésztés virágzó. A határt s az egész völgyet Sztregova patakja hasitja, melly itt 2 malmot forgat."
A trianoni békeszerződésig Nógrád vármegye Gácsi járásához tartozott.

## Népessége
| Év:            | 1994. | 2004.   | 2014.    | 2024.    |
| -------------- | ----- | ------- | -------- | -------- |
| Emberek száma: | 181   | 195     | 172      | 144      |
| Eltérés:       |       | +7,73 % | -11,79 % | -16,27 % |

| Év:            | 2023. | 2024. |
| -------------- | ----- | ----- |
| Emberek száma: | 144   | 144   |
| Eltérés:       |       | +0 %  |

1910-ben 304, túlnyomórészt szlovák lakosa volt.
2001-ben 201 lakosából 176 szlovák volt.
2011-ben 180 lakosából 170 szlovák.
2021-ben 153 lakosából 151 szlovák, 2 ismeretlen nemzetiségű.

## Nevezetességei
Evangélikus temploma 1776-ban épült klasszicista stílusban, a 19. század végén neogótikus stílusban építették át.

## Külső hivatkozások
- Községinfó
- Felsősztregova Szlovákia térképén
- E-obce.sk Archiválva 2008. február 7-i dátummal a Wayback Machine-ben